# Тегістіцький сільський округ
Тегісті́цький сільський округ (каз. Тегістік ауылдық округі, рос. Тегистикский сельский округ) — адміністративна одиниця у складі Райимбецького району Алматинської області Казахстану. Адміністративний центр — село Тегістік.
Населення — 1058 осіб (2021; 1493 у 2009, 1435 у 1999, 1703 у 1989).
Станом на 1989 рік існувала Тегістіцька сільська рада (села Костобе, Тегістік). Пізніше село Костобе було передане до складу Наринкольського сільської ради.

## Склад
До складу округу входять такі населені пункти:
| Населений пункт | Населення, осіб (1989) | Населення, осіб (1999) | Населення, осіб (2009) | Населення, осіб (2021) |
| --------------- | ---------------------- | ---------------------- | ---------------------- | ---------------------- |
| Тегістік, село  | 1703                   | 1435                   | 1491                   | 1034                   |
| --Боктер        | -                      | -                      | -                      | 3                      |
| --Комсомол      | -                      | -                      | -                      | 8                      |
| --Какпак        | -                      | -                      | 2                      | 2                      |